# Amadou-Mahtar M'Bow
Amadou-Mahtar M'Bow (Dakar, 20 de marzo de 1921-Dakar, 24 de septiembre de 2024) fue un profesor y político senegalés. Fue director general de la Unesco entre 1974 y 1987. 

## Biografía
Realizó sus estudios en París, volviendo a Senegal para ejercer como profesor de Geografía e Historia. Ocupó el cargo de director del Departamento de Educación Básica de su país entre 1952 y 1957. Ministro de Educación y Cultura entre 1957 y 1958 y de Educación Nacional tras la independencia (1966-1968) así como de Juventud y Cultura (1968-1970). Formó parte del Consejo Consultivo de la Unesco en 1966. En 1974 es nombrado director general, cargo que ocupó durante dos mandatos. En 1980, fue galardonado con un doctorado honorario de la Universidad de Belgrado. El 29 de marzo de 1987, recibe por parte de la Universidad del Cauca el título de doctor honoris causa en la ciudad de Popayán Colombia.